# Forjães

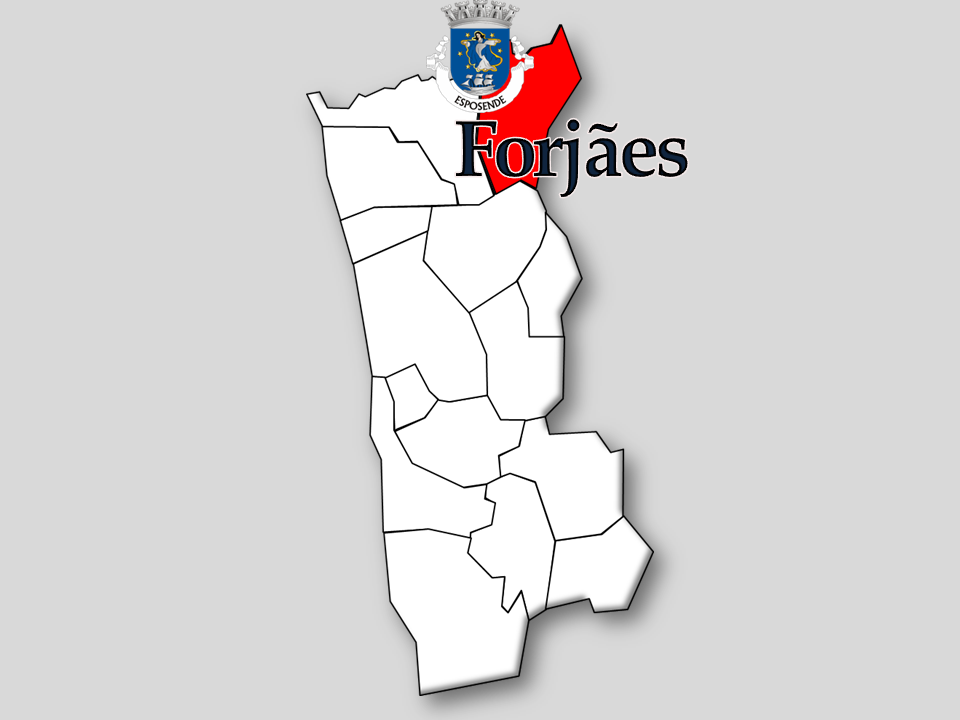
Localização da Freguesia de Forjães

Forjães é uma vila portuguesa sede da Freguesia de Forjães do Município de Esposende, freguesia com 8,31 km² de área e 2646 habitantes (censo de 2021) tendo, assim, uma densidade populacional de 318,4 hab./km².
A povoação de Forjães foi elevada à categoria de vila em 30 de junho de 1989.

## Demografia
A população registada nos censos foi:
| Ano  | 0-14 Anos | 15-24 Anos | 25-64 Anos | > 65 Anos |
| 2001 | 444       | 445        | 1354       | 334       |
| 2011 | 464       | 294        | 1571       | 438       |
| 2021 | 341       | 302        | 1443       | 560       |

## Património
- Centro Cultural Rodrigues de Faria
- Alminha de S. Roque
- Alminhas da Carriça
- Alminhas da Madorra
- Alminhas de Infia
- Alminhas do Alexandre
- Alminhas do Alferes
- Alminhas do Azevedo
- Alminhas do Barreira
- Alminhas do Barros
- Alminhas do Campo do Frade
- Alminhas do Freixo
- Alminhas do Justo
- Alminhas do Risca
- Alminhas do Severino
- Alminhas do Vila Verde
- Azenha da Ribeirinha
- Azenha do Zé do Rio
- Capela de Nª Srª da Boa Morte
- Capela de Nª Srª da Graça
- Capela de S. Roque (Forjães)
- Cruzeiro de S. Roque
- Cruzeiro da Igreja Paroquial
- Igreja Paroquial
- Marco de Divisão de Freguesia (Infia)
- Menir de Forjães
- Quinta de Curvos
- Quinta de Pregais

## Artesanato
A produção artesanal das esteiras de junco em Forjães, é um dos patrimónios culturais, a nível material e imaterial, que foi introduzido ainda no século XIX, dando origem a um grupo de artífices à época designado por “esteireiros”. Assiste-se nos tempos mais recentes a um ressurgimento desta produção artesanal, mercê do interesse suscitado quer pelos saberes tradicionais envolvidos, quer pela sustentabilidade das matérias-primas e processo de produção utilizados. 